# 8P/Tuttle
8P/Tuttle (també conegut com a cometa Tuttle) és un cometa periòdic amb una òrbita de 13,6 anys. Entra dins la definició clàssica de cometa de la família de Júpiter amb un període orbital inferior als 20 anys, però no entra dins la definició moderna segons la qual 2 < TJúpiter< 3). El seu últim pas pel periheli fou el 27 d'agost de 2021, quan presentà una elongació solar de 26 graus amb una magnitud aparent aproximada de 9. Dues setmanes més tard, el 12 de setembre 2021, es trobava a unes 1,8 ua (270 milions de quilòmetres) de la terra, la qual cosa és la posició més allunyada de la Terra que pot tenir el cometa quan es troba a prop del periheli.
El cometa 8P/Tuttle és el responsable de la pluja de meteors dels Úrsids de finals de desembre.